# Hans-Jürgen Koch (Finanzmakler)
Hans-Jürgen Koch (* 23. Oktober 1948 in Offenbach am Main; † 3. Oktober 2008 in Tsumeb, Namibia) war ein deutscher Finanzmakler, der in den 1990er Jahren zwischen deutschen Kommunen kurzfristige Kredite vermittelte. Dabei baute er ein Schneeballsystem auf und leitete Gutschriften auf eigene Konten um. Es entstand ein Schaden in Höhe von 40 Millionen Euro.

## Leben
Gemäß Urteil des Bundesgerichtshofes aus dem Jahr 2003 musste eine Rückabwicklung zwischen den betroffenen Gemeinden stattfinden.
Als das System aufflog, setzte Koch sich 1999 nach Namibia ab, wo er ab 2002 in Haft saß. Einem Auslieferungsbegehren wurde nicht stattgegeben. Mitte 2008 wurde Koch durch das Oberste Gericht in Windhoek freigesprochen und mit sofortiger Wirkung freigelassen.
Wenige Monate nach seiner Freilassung heiratete Koch zum dritten Mal. Er starb im Oktober 2008 an den Folgen von Lungenkrebs. Seine Asche soll auf seiner ehemaligen Jagd- und Gästefarm La Rochelle verstreut worden sein. Seine Zwillinge aus zweiter Ehe hatten seit seiner Flucht aus Deutschland bis zu seinem Tod keinen Kontakt zu ihm.